# Anton Börsch
Anton Börsch (Kassel, 1854 – Bad Wildungen, 1920) foi um geodesista, astrônomo e geofísico alemão.
Börsch foi professor do Geodätisches Institut Potsdam.
Foi palestrante convidado do Congresso Internacional de Matemáticos em Heidelberg em 1904.

## Publicações selecionadas
- Editor e tradutor com P. Simon: Abhandlungen zur Methode der kleinsten Quadrate. de autoria de Carl Friedrich Gauss em latim e traduzido para o alemão por Borsch e Simon. Berlin: [s.n.] 1887
- com Louis Krüger: Geodätische Linien südlich der Europäischen Längengradmessung in 52 Grad Breite. Berlin: [s.n.] 1902
- Astronomisch-geodätisches Netz 1. Ordnung nördlich der europäischen Längengradmessung in 52 Grad Breite. Berlim: [s.n.] 1906
- Verbindung der russisch-skandinavischen Breitengradmessung mit dem astronomisch-geodätischen Netz in Norddeutschland. Berlim: [s.n.] 1909